# 도안트엉
도안트엉(베트남어: Đoàn Thượng / 段尙 단상, 1181년 ~ 1228년)은 대월 리 왕조의 정치인이다.

## 생애
도안트엉은 태학생(太學生) 도안반컴(段文欽)의 후예이다. 현재의 하이즈엉성 자록현 경내에서 태어났다. 홍주(洪州, 또는 烘州, 현재의 하이즈엉성 및 하이퐁시 일대)에서 병사를 모아 자립하였고, 상당한 실력을 갖추었다.
찌빈롱응 3년(1207년), 도안트엉은 도안쭈어(段主)와 함께 홍주에서 반란을 일으켰다. 리 고종은 이를 알고 담지몽, 팜빈지 등에게 병사를 이끌고 토벌하도록 했다. 도안트엉은 이를 당적할 수 없어 리 왕조의 장수 팜주(范猷)에게 뇌물을 주고 투항을 받아줄 것을 요청하였다. 팜주는 고종에게 힘써 권하여 도안트엉을 사면하도록 했다.
찌빈롱응 4년(1208년), 팜주가 예안(乂安)에서 반란을 일으키자 도안트엉과 도안쭈어는 부(部)를 거느리고 그를 지원하였다.
도안트엉과 창성후(彰誠侯) 쩐뜨카인은 사이가 좋지 않아 병사를 이끌고 서로 공격하였다. 끼엔자 원년(1211년), 도안트엉과 도안반로이(段文雷)는 리 혜종에게 쩐뜨카인이 병사를 내어 수도를 공격하려고 하며, 폐립의 음모를 꾸미고 있다고 고발하였다. 혜종은 노하여 천하의 여러 도(道)에 조서를 내려 쩐뜨카인을 토벌하도록 했다. 도안트엉과 도안반로이는 병사를 이끌고 집결하였고, 혜종은 도안트엉을 홍후(烘侯)로 봉했다. 도안트엉은 쩐뜨카인과 여러 차례 전투를 벌였으나 패배하였다. 이후 쩐뜨카인의 일족은 왕조의 정권을 장악하였다.
끼엔자 7년(1217년), 도안트엉은 조정에 투항하였고, 왕으로 봉해졌다.
도안트엉은 이후 쩐 왕조, 후 레 왕조, 응우옌 왕조에 의해 동해대왕(東海大王)에 봉해졌다.